# Matthias Schultheiss
Matthias Schultheiss es un historietista alemán, nacido en Núremberg el 27 de julio de 1946.

## Biografía
Estudia en la Escuela Superior de Bellas Artes y Dibujo de Hamburgo.
Tras iniciarse en la publicidad, pública en la revista Zack su primer cómic: Camionero (Trucker). Adapta luego varios relatos breves de Charles Bukowski y crea otros originales (Guerras Frías).
A mediados de los años 80, inicia dos series de largo aliento: La verdad sobre Shelby y El sueño del tiburón.